# Joseph Ruddy
Joseph Aloysius Ruddy, (Nueva York, 28 de septiembre de 1878-Far Rockaway, Queens, 11 de noviembre de 1962) fue un nadador y jugador estadounidense de Waterpolo.

## Biografía
Fue padre de Ray Ruddy, que también fue un internacional olímpico estadounidense.

## Clubes
- New York Athletic Club ( Estados Unidos)

## Títulos
Como jugador de la selección estadounidense de waterpolo
- Oro en los juegos olímpicos de San Luis 1904.

Como nadador
- Oro en 4x50 yardas libres en los juegos olímpicos de San Luis 1904.